# Акинфиев, Константин Михайлович
Константин Михайлович Акинфиев (1833 — не ранее 1901) — генерал-майор русской императорской армии. Брат М. М. Акинфиева.

## Биография
Родился 5 (17) мая 1833 года. Учился в 1-й московской гимназии.
В июне 1850 года вступил в военную службу. Участвовал в Крымской войне; в 1855 году награждён Золотым оружием. С 1868 года — майор; с 1873 года — подполковник. Участвовал в Русско-турецкой войне 1877—1878 гг.; с 26 апреля 1878 года — командир 7-го запасного батальона, но уже спустя полгода, с 31 октября, одновременно с производством в полковники, был назначен командиром 90-го пехотного резервного батальона; с 30 октября 1885 года командовал 130-м Херсонским пехотным полком.
Генерал-майор с 14 ноября 1894 года. С 25 октября по 4 декабря 1895 года командовал 1-й бригадой 28-й пехотной дивизии, а затем 1-й бригадой 5-й пехотной дивизии. С 4 марта 1896 года по сентябрь 1899 года К. М. Акинфиев был командиром 1-й бригады 9-й пехотной дивизии.
Был женат и имел 5 детей.

## Награды
- Золотое оружие «За храбрость» (1855)
- орден Св. Анны 4-й ст. (1855)
- орден Св. Станислава 3-й ст. с мечами и бантом (1860)
- орден Св. Анны 3-й ст. с мечами и бантом (1860)
- орден Св. Станислава 2-й ст. (1871)
- орден Св. Владимира 4-й ст. (1876; за 25 лет)
- орден Св. Анны 2-й ст. (1883)
- орден Св. Владимира 3-й ст. (1888)
- орден Св. Станислава 1-й ст.[2] (1897)